# Epidendrum rondoniense
Epidendrum rondoniense é uma espécie terrestre ou epífita de mata arbústica. Planta alta com pseudobulbos finos e de crescimento desordenado. Folhas largas de dez centímetros de comprimento. Escapos florais de vinte centímetros de comprimento e ramificados. Flor de um centímetro de diâmetro distribuída graciosamente na haste floral. Pétalas mais estreitas que as sépalas. Coluna pequena. A flor tem todos os seus segmentos de cor róseo-lilacíneo. Floresce em dezembro e é muito perfumada. Espécie descrita em 1980 pela engenheira florestal Lou C. Menezes, do IBAMA de Brasília.